# Peter Jordan (Drucker)
Peter Jordan (* 15. Jahrhundert; † um 1560/1570 wahrscheinlich in Köln) war ein deutscher Drucker und Autor. Er betrieb unter anderem von 1531 bis 1535 in Mainz die siebte Druckerwerkstatt seit Johannes Gutenberg im Haus „Zur güldenen Lederhose“.

## Leben
Peter Jordan stammte wahrscheinlich aus der Lutherstadt Wittenberg. Dort war er seit 1529 als Drucker tätig. 1531 siedelte er nach Mainz über und führte in der Holzgasse das Druckhandwerk fort. Kurze Zeit zuvor war Johann Schöffer verstorben, was auswärtigen Buchdrucker möglicherweise in der Hoffnung gestärkt haben mag, an Stelle der Schöfferschen Offizin den Mainzer Buchmarkt mit eigenen Druckerzeugnissen bedienen zu können. Das Sortiment Peter Jordans zeichnete sich vor allem durch volkstümliche Drucke, wie beispielsweise Ratgeber aus, die oftmals gut illustriert waren. Jordans erster Mainzer Druck war 1531 das Bockspiel Martin Luthers (VD16 ZV 20425). Sein letztes Werk erschien am 22. Oktober 1535 unter mit dem Titel Die Predigt Evangelischer Wahrheit (VD16 N 230). Dies war eine umfangreiche Predigtsammlung des Mainzer Dompredigers und späteren Bischofs von Wien, Friedrich Nausea. Bereits im Jahr 1532, ein Jahr später, druckte er im Mainzer Haus „Zur güldenen Lederhose“ (siehe Impressum in VD16 K1621), in dem er zur Miete wohnte.
Im Jahr 1534 druckte Jordan sein bekanntestes Werk, eine äußerst aufwendig mit 179 Holzschnitten von Hans Sebald Beham und Anton Beham illustrierte, großformatige deutschsprachige Vollbibel. Die von dem Mainzer Dominikaner-Prior Johann Dietenberger vollständig ins Deutsche übersetzten Teile der Bibel konnte Jordan dank der verlegerischen Unterstützung des Kölner Großdruckers Peter Quentel produzieren. Ganz im Sinne des ebenfalls im Dienste der Gegenreformation druckenden Quentel war diese romfreundliche Übersetzung als Maßnahme gegen die überaus erfolgreiche deutsche Bibelübersetzung durch Martin Luther gedacht. Während seiner Tätigkeit als Drucker in Mainz entstanden von 1532 bis 1535 insgesamt 35 Drucke.
Der Grund für das Ende seiner Drucktätigkeit waren wahrscheinlich finanzielle Engpässe, die durch den Wegzug seines Mainzer Gönners und Geldgebers Friedrich Nausea nach Wien verursacht worden waren. Zumindest diese Problemlage schildert Jordan dem Kaiser Ferdinand I. in seiner Zueignung des Drucks Coelestium rerum discipplinae von Johannes Stöffler (VD16 S 9193) aus dem Jahr 1535. Interessant ist in diesem Zusammenhang auch, dass das volkstümliche und ausstattungsreiche Sortiment nicht ohne finanzielle Subventionierung den Druckbetrieb decken konnte. Immerhin war es Jordan in dieser Zeit gelungen, zum privilegierten Drucker des Mainzer Domkapitels aufzusteigen.
Peter Jordan betätigte sich spätestens seit 1536 auch als Autor. So erschien in diesem Jahr bei Matthias Apiarius in Straßburg sein Werk Aureum Seculum (= Goldenes Zeitalter, VD16 J 925). Darin formulierte er in Form eines Reimspiels ein vorzeitiges Lob an Kaiser Karl V. und dessen Amtszeit. Spätestens seit 1540 ist er dann Einwohner der Stadt Köln und führt dort seine literarische Tätigkeit fort. Aus dem Jahr 1552 stammt noch ein Druck, den er auf der Presse des Kölner Druckerverlegers und Autors, Jasper von Gennep, druckte.
Sein Buchdruckerzeichen war eine Sanduhr, darauf oben eine von zwei Händen getragene Kugel und unten eine andere mit zwei Flügeln.
Obwohl die „Leyenschul“ nicht explizit für den Unterricht schwachbegabter Kinder konzipiert wurde, wird Peter Jordan als ein Vorbild für die Heilpädagogik angesehen. Jordan erhielt dadurch in der Geschichte der Sonderpädagogik einen hohen Stellenwert. Ihm zu Ehren wurden die Sonderpädagogischen Förderzentren in Mainz und Berlin „Peter-Jordan-Schule“ benannt.

## Werke
- Leyenschul. 1533. Neuauflage: Die „Leyenschul“ von 1533. Institut für Heil- und Sonderpädagik, Gießen 1987, ISBN 3-922346-17-0.
- Aureum Seculum. Verlag Matthias Appiarius, Straßburg 1536.